# Role-playing poem

Le terme role-playing poem signifie littéralement « poème jeu de rôle ». C'est un type de jeu inventé en Norvège en 2007 par le poète Tomas Mørkrid (no).
Il s'agit d'improviser une conversation d'un quart d'heure, autour d'un thème qui est considéré en général comme inapproprié dans les jeux de rôle sur table, comme « un match nul Stoke-Birmingham ». On peut rapprocher ce jeu du théâtre d'improvisation, si ce n'est qu'il est conçu pour être joué entre amis (« jeu d'apéro »).